# Май 2020 года

Список событий мая 2020 года.

## События
- 1 мая
  - В Красноярском крае снят режим самоизоляции в ряде поселений Боготольского, Богучанского, Бирилюсского, Большеулуйского, Иланского, Идринского, Казачинского, Краснотуранского, Каратузского, Назаровского, Ужурского и Уярского районов, а также в населённых пунктах Пировского и Шарыповского муниципальных округов[1].
  - Президент Косова Хашим Тачи в четверг специальным декретом поручил кандидату от Демократической лиги Косова Авдулаху Хоти[англ.] сформировать новое правительство[2].
  - Парламент Судана признал женское обрезание преступлением. На момент запрета через эту процедуру прошли около 87 % женщин страны. Среди жителей Судана распространено мнение, что необрезанных девушек нельзя выдавать замуж[3].
  - В Казахстане эвакуировали 5 тыс. человек из-за прорыва дамбы Сардобинского водохранилища в Сырдарьинской области Узбекистана[4].
  - Некоммерческая организация ICANN, регулирующая вопросы доменных имен, заблокировала сделку по продаже доменной зоны .org частной компании Ethos Capital[5].
- 3 мая
  - Пандемия COVID-19: в России за сутки зарегистрировали более десяти тысяч новых случаев заражения коронавирусом SARS-Cov-2 — 10633 (из них 5948 новых случаев в Москве). Общее число подтверждённых случаев превысило 130 тысяч — 134687[6].
  - Власти Венесуэлы захватили группу наёмников, которые собирались устроить в стране переворот. Ответственность за операцию взял Джордан Гудро, глава частной охранной компании SilverCorp USA во Флориде[7].
- 4 мая
  - В Испании начался первый этап вывода страны из карантина, вновь открылись небольшие магазинчики, парикмахерские, зубные и терапевтические кабинеты, оптики и другие заведения индивидуального обслуживания клиентов[8]. Власти Италии в своей стране приступили уже ко второй фазе снятия карантина[9].
- 5 мая
  - Китай впервые осуществил запуск новейшей ракеты-носителя «Чанчжэн-5B». Ракета вывела на орбиту прототип пилотируемого космического корабля нового поколения[10].
  - Прекратил вещание крупнейший телеканал Филиппин ABS-CBN[11].
- 7 мая
  - Турецкая лира упала до исторического минимума, опустившись ниже уровня, достигнутого во время валютного кризиса в августе 2018 года. Одной из причин стал кризис туристической отрасли, произошедший вследствие эпидемии коронавируса[12]. После этого Агентство по банковскому регулированию и надзору Турции запретило банкам «BNP Paribas», «Citibank» и «UBS AG» операции на валютном рынке страны[13].
  - Пандемия COVID-19: в России за сутки зарегистрировали более 11 тысяч новых случаев заражения коронавирусом SARS-Cov-2 — 11231 (из них 5703 новых случаев в Москве). Общее число подтверждённых случаев превысило 170 тысяч — 177160[14].
- 8 мая
  - Утечка ядовитого газа стирола с завода LG в индийском штате Андхра-Прадеш привела к смерти 11 людей и эвакуации 3000 местных жителей[15].
- 9 мая
  - Завершено строительство главного храма вооружённых сил РФ. Его планировалось открыть и освятить ко Дню Победы, который празднуется в России 9 мая, но из-за эпидемии коронавируса эти мероприятия пришлось отложить[16].
- 11 мая
  - Ракета иранского фрегата «Джамаран» во время учебных стрельб в Оманском заливе попала по дружественному вспомогательному судну «Конарак», погибли 19 моряков[17].

- 12 мая
  - Павел Дуров объявил о закрытии блокчейн-проекта TON[18].
  - В болгарской пещере Бачо Киро археологи обнаружили самые древние на европейском континенте останки современных людей, датируемые возрастом около 45820—43650 лет назад[19].
  - В реанимации больницы Святого Георгия в Санкт-Петербурге загоревшиеся аппараты искусственной вентиляции лёгких (ИВЛ) «Авента-М», произведённые Уральским приборостроительным заводом («УПЗ»), входящим в концерн КРЭТ «Радиоэлектронные технологии» холдинга «Ростех», стали причиной пожара, в котором погибли пять человек[20][21].
- 13 мая
  - Главы Архангельской области и Ненецкого автономного округа подписали меморандум об объединении регионов[22].
  - Госдума приняла поправки в законодательство, позволяющие голосовать по почте или дистанционно на выборах и референдумах всех уровней[23].
- 14 мая
  - Церемония принесения правительством Израиля присяги перенесена на воскресенье, 17 мая[24].
- 16 мая
  - Истёк контракт на транзит российского газа через территорию Польши, прокачка по польскому участку газопровода «Ямал-Европа» проходит только по результатам аукционов[25].
  - Палата представителей США приняла законопроект о выделении еще 3 триллионов долларов на поддержку экономики в условиях пандемии коронавируса[26].
  - Возобновились матчи Бундеслиги — это первый топовый европейский чемпионат по футболу, который возобновляется после перерыва, связанного с пандемией[27].
- 18 мая
  - 108 миллионов человек посадили на карантин на северо-востоке Китая из-за новой вспышки коронавирусной инфекции COVID-19 в городах пограничных провинций Цзилинь и Ляонин[28].
  - В результате американских санкций против китайской компании Huawei, крупнейший в мире изготовитель чипов на заказ — тайваньская TSMC — больше не принимает заказы на изготовление микросхем для Huawei.
  - Премьер-министр Королевства Лесото Томас Мотсоахе Табане объявил о своей отставке[29].
  - Сотни людей вышли на улицы чилийской столицы Сантьяго, протестуя против нищеты и голода, с которыми они столкнулись из-за карантинных мер[30].
  - Завершилась Манга Клинок, рассекающий демонов, Мангаки Коёхару Готогэ.
- 19 мая
  - Губернатор Мичигана Гретхен Уитмер объявила чрезвычайное положение в округе Мидленд после прорыва двух плотин[31].
- 20 мая
  - Жители Индии за ночь обрушили рейтинг популярного приложения для видеоблогинга TikTok[32].
  - В результате обрушения мощного циклона «Амфан»[англ.] на восточную Индию и Бангладеш погибли, по меньшей мере, 14 человек[33].
- 21 мая
  - В Нарьян-Маре несколько десятков человек устроили сход на площади Ленина против объединения Ненецкого автономного округа с Архангельской областью[34].
- 22 мая
  - Возле города Карачи в Пакистане разбился пассажирский самолёт Airbus A320-214. Погибли 98 человек[35].
- 23 мая
  - Первый из пяти иранских танкеров c топливом приблизился к водам Венесуэлы, несмотря на угрозы co стороны США o возможности применения санкций в отношении Тегерана за поставку топлива[36].
  - Масштабные автомобильные антиправительственные протесты организованные ультраправой партией Vox прошли в крупных городах Испании[37].
- 25 мая
  - В Японии отменено действие режима чрезвычайной ситуации, ранее объявленного по всей стране из-за угрозы распространения коронавирусной инфекции  COVID-19[38].
  - Японский грузовой космический корабль HTV-9 успешно состыковался с Международной космической станцией[39].
  - Офицеры полиции Миннеаполиса, столицы американского штата Миннесота, убили при задержании 46-летнего афроамериканца Джорджа Флойда, что спровоцировало массовые протесты в городе[40].
  - В Демократической республике Конго в результате нападения исламистов на селение Мокутано в провинции Итури убиты по меньшей мере 17 человек[41].
- 26 мая
  - Коста-Рика первой в Центральной Америке легализовала однополые браки[42].
  - Крупнейшая авиакомпания Латинской Америки LATAM Airlines Group объявила о банкротстве[43].
- 27 мая
  - Нашествие саранчи в разных странах: чрезвычайная ситуация объявлена в Иране и Пакистане, критическая ситуация в пяти индийских штатах: Раджастхан, Пенджаб, Харьяна, Мадхья-Прадеш и Уттар-Прадеш, в России саранча замечена в Дагестане, Калмыкии, Ставропольском и Алтайском краях[44].
- 29 мая
  - В Вашингтоне сотни протестующих пришли к Белому дому, президент США Дональд Трамп по протоколам безопасности спрятался в бункере[45].
  - Утечка дизельного топлива на ТЭЦ-3 в Норильске — экологическая катастрофа, создающая угрозу для экосистемы Северного Ледовитого океана[46][47].
- 30 мая
  - Пуск ракеты-носителя Falcon 9 FT с частным многоразовым космическим кораблём Crew Dragon американской компании SpaceX со стартового комплекса LC-39A в Космическом центре Кеннеди на острове Мерритт в штате Флорида. Первый пилотируемый полёт для США с 8 июля 2011 года. Экипаж: Даглас Хёрли и Боб Бенкен[48].
  - В Усть-Кутском районе Иркутской области на нефтяной скважине Аянского (Западного) лицензионного участка недр ООО «Тихоокеанский терминал» (оператор месторождения — «Иркутская нефтяная компания») произошло возгорание[49][50].
- 31 мая
  - Пандемия COVID-19: число инфицированных коронавирусом SARS-CoV-2 в России превысило 400 тыс. человек — подтверждено 405 843 случаев заражения коронавирусной инфекцией COVID-19[51].